# Hadstens historie
Hadstens historie, som en samlet by, strækker sig kun 150 år tilbage. Det som vi i dag kender som Hadsten er flere små landsbyer, som i gennem årene er vokset sammen. Navnet Hadsten stammer fra Neder- og Over Hadsten, mens Vinterslev lå i den nordlige ende af det Hadsten, vi har i dag. Hadsten begyndte for alvor at udvikle sig ved tilkomsten af den østjyske længdebane i 1862, og Hadsten Station blev indviet.
Hadsten var indtil 2007 administrationscentrum for Hadsten Kommune, men tjener i dag kun som den største by samt én af fire hovedbyer i Favrskov Kommune. I 2012 blev der fejret 150-års byjubilæum med deltagelse af kronprinseparret.

## Forhistorie
Det markante landskab med Lilleåens forløb igennem tunneldalen, blev primært dannet under den seneste istid, har igennem flere tusinde år været gunstige forhold for tidligere civilisationer. Arkæologiske fund har dokumenteret af egnen har været beboet tidligere end den yngre stenalder (2500 f.Kr.). Det især sket ved fund af stenalderredskaber i forbindelse med de senere års udvikling af byen. Få århundreder inde i vore tidsregning dukker der beretninger op om, at der allerede på den tid skulle være tre helligkilder ved Over Hadsten Kirke, som har været velbesøgt fra hele landet. Det er dog uvis om kilderne har været dyrket i hedensk eller kristen tid. Historikere har tidligere formodet i forbindelse med andre kirker, at kirken meget naturligt kan været opført, hvor der tidligere har været hedensk gudehov.
Nær den nuværende station har der været sparsomt med forhistorisk bebyggelse, fordi engene tidligere har været væsentlig vådere end i dag. Der hvor åen i dag krydser den gamle landevej, er der nogle naturlige strømforhold, som også tidligere bosættelser har fundet gunstige. Åens kraftige strøm viste sig nemlig at være optimale for en vandmølle. Den første vandmølle i Hadsten er dateret til 1190'erne, mens den seneste, Hadsten Mølle, blev opført i 1600-tallet. Møllen nævnes flere gange under forskellige ejere, heriblandt Clausholm.
De to sogne som i dag udgør Hadsten, har ingen herregård (Kollerup Gods ligger i Hadbjerg Sogn), og har derfor ikke været præget der vej igennem. Der tales dog i Den danske Atlas fra 1768 om følgende: "I Mølgyde (gammelt navn for Søndergade) har der været en herregård kaldet "Gammelgård" hvor Tule Vognsen skulle have boet, og der nu findes ruinrester". Ved matrikuleringen i 1688 findes dog et jordlod med navnet "Gammelgård", men det er ikke lykkedes nogle historikere at gennemskue hvorvidt Tule Vognsen har boet der eller ej. Ej heller om det overhovedet har været en herregård. Andre steder tyder bynavne på herregårde. Vinterslev nævnes første gang i 1467 som Wintersløff, der er sammensat er det gamle danske drengenavn "Wintar" og endelsen "-sløff" (el. -lev), der betyder arvegods eller en forladt gård. Her kan det altså formodes at det kan være herregård, der er blevet forladt. Vinterslev blev senere en by under Kollerup Gods.
I 1664 noteres Mogens Friis, søn af Niels Friis til Favrskov i Lyngå Sogn, som ejer af Hadsten Sogn, der i 1672 indlemmer det i hans grevskab, Grevskabet Frijsenborg.

### Navnets oprindelse
Der er usikkerhed om bynavnets oprindelse. Hadsten nævnes allerede i 1432 som Halstiern, hvilket nogle sprogforskere tyder til at stamme fra de gamle nordiske ord "hals" og "tjærn/stiern", der henholdvis betyder "indsnævring" og "lille indsø". Andre tyder ordet "stiern" som "pande", der henviser til de stejle bakker i landskabet. Der er dog ikke tvivl om, at navnet har sin oprindelse i det karakteristiske landskab der omkranser byen. Men hvad det præcist betyder, må ligge hen i det uvisse.
At det blev Over- og Neder Hadsten, der lagde navn til stationen, var lidt af et tilfælde. Til trods for at stationen blev anlagt på åens nordside, i Nørre Galten Sogn i Randers Amt, på landsbyen Vinterslevs enge, blev det sognet syd for åen, som lagde navn til stationen. Postvæsenet frygtede at Vinterslev ville blive forvekslet med Vinderslev ved Kjellerup, blev sognet syd for åen ophavsmand til stationen. Møllen blev dog allerede i 1688 benævnt som Hadsten Mølle, der lå nærmest klods op af stationen, hvilket kan berettige at navnevalget faldt til Hadstens side.

## Stationsbyen grundlægges (1862-1885)
Hadsten Stationsby blev allerede ved grundlæggelsen en speciel størrelse. Byen lå nemlig i tre kommuner, to herreder og to amter helt ind til kommunalreformen i 1970. Stationsbyen er som sagt opstået omkring stationen og den østjyske længdebane, der blev indviet den 2. september 1862 af Frederik 7. og Grevinde Danner. Derfor beregnes netop denne dato, som Hadsten Bys grundlæggelse.

### Håndværkerforeningen stiftes (1873)
Efter at loven om ophævelse af handelslaug blev vedtaget den 29. december 1857, blev det allerede ved stationsbyens grundlæggelse i 1862 muligt at oprette en forretning her. Den 1. november 1873 stiftes Hadsten Haandværkerforening, som byens absolut første forening, med det formål at byens og omegnens håndværkere skulle indgå i en sammenslutning.

### Første skridt mod uddannelsesby (1875)
I 1875 køber Hadsten Haandværkerforening en grund, til det formål at de vil oprette en privat friskole. Nørre Galten-Vissing Kommune havde endnu ikke ønsket at imødekomme ønsket fra stationsbyens side, og derfor tog håndværkerforeningen selv affære - blot efter to års eksistens. Det må betegnes som et meget frisk initiativ, foreningen tog i 1875 - og måske også en meget stor mundfuld. Foreningen valgte allerede fem år senere, i 1880 at afhænde friskolen til R.A. Lauritsen, efter foreningen hele tre gange måtte indhente en ny overlærer til skolen.
Kommunen valgte dog i 1880 at imødekomme ønsket fra indbyggerne, og opførte Vinterslev 1. Skole. Kommuneskolen blev en massiv aflastning for den allerede trængte friskole, som den nye ejer R.A. Lauritsen samme år omdøber Hadsteen Forsættelsesskole. I 1882 modtager friskolen godkendelse til at modtage statsstøtte som folkehøjskole. Dette betegnes samtidig som starten på Hadsten Højskole.

## Det første industrielle opsving (1875-1915)

### Børstenbinder O. Bentzen
Den 24-årige børstenbinder Ole Bentzen grundlægger i 1889 Firmaet O. Bentzen i Nørre Galten, hvor han også er født. Omkring 1897 rykker han til Østergade 5 i Hadsten, hvor han starter i kælderen under forhuset. I 1907-08 opførte Bentzen en tre etagers fabrik.
Fabrikken, der var en af Hadstens mest markante bygninger, fungerede indtil 1986, da bygningen måtte vige for Hadsten Centret.

### A. Gadeberg
En af de virksomheder der uden tvivl har sat sit præg på Hadsten, er Gadeberg. I 1866 ankommer Peder Pedersen sammen med sin hustru Birgitte til Hadsten, hvor kort tid efter åbnede en træskoforretning i Søndergade. Denne forretning har sandsynligvis ikke været rentabel, og derfor flytter Peder allerede fra byen få år senere.
Peder vender dog i 1875 tilbage til Hadsten. Sammen med Anders Peter Brun etablerede han et bryggeri, der bryggede husholdningsøl. I 1883 dør Anders, og Peder køber dennes andel ud af virksomheden. Det fører til at Peder i 1886 udvider med kolonial og isenkram, og hans datter, Ane Kirstine, hjælper til med ekspedition af kunderne. I 1890 har virksomheden vokset sig for stor til familien, og derfor ansættes Hans Edslev Sørensen. Allerede to år efter hans ansættelse indfører Hans korn- og foderstoffer i forretningen - noget der var hans store passion, da han havde været i lære hos købmanden i Lerbjerg. Hans bliver i 1894 gift med Ane Kirstine.
Hans køber i 1900 forretningen af sin svigerfar, og bortforpagter hele kolonial og isenkram delen til Holm Pedersen, der driver denne indtil 1933, hvor Hans' søn Peder Overgaard Sørensen, senere kendt som P.O. Sørensen, overtager denne del.

## Sankt Pauls Kirke (1913-1919)
I begyndelsen af 1900-tallet var indbyggertallet efterhånden stigende i stationsbyen, mente en gruppe borgere at man burde have en kirke i en by af Hadstens størrelse. I 1916 var indbyggertallet nået op på 1350, og den ugentlige kirkegang blev varetaget af Over Hadsten Kirke (dengang Hadsten Kirke) og Nørre Galten Kirke, alt efter hvilket sogn de tilhørte. Begge kirker ligger dog omkring to kilometer fra stationen, og var siden 1900 blevet suppleret af en Indre Mission-afdeling, som afholdte møder i de private hjem.
Behovet for en centralt beliggende kirke blev dog ikke glemt. Dr. Larsen havde i 1898 købt Tjørnagergård i Vinterslev. Han sælger senere ejendommen, men beholder jorden nede ved stationen. Af denne jord skænker han 10.000 kvadratalen (3.940 m2) jord. Borgerne havde indsamlet 15.000 kr.
Sognerådet i Nørre Galten-Vissing Kommune nedsatte i 1913 et udvalg, som i 1914 sender den første ansøgning til kirkeministeriet om tilskud til bygning af en kirke i Hadsten Stationsby. Denne ansøgning begrundes bl.a. med, at mange ældre indbyggere fra Hadsten er dårligt gående, og derfor ikke kan klare vejen til Nørre Galten Kirke. Ministeriet afviser dog ansøgningen, med den begrundelse at de ikke ser nogen realistisk mulighed for tilskud indenfor en nærmere fremtid.
Udvalget opgiver dog ikke der. I stedet sendes der en ansøgning til ministeriet, om tilladelse til at afholde gudstjenester i det ny-erhvervede missionshus fra 1911. Denne tilladelse gives den 13. oktober 1916, hvori det dog påpeges at kirkelige handlinger som altergang, dåb og vielser ikke må finde sted. Den 22. juli 1916 sender udvalget den anden ansøgning afsted til ministeriet, efter at udvalget nu formelt har overtaget skødet for grunden. Og derpå kom tilladelsen fra ministeriet.
Den kendte arkitekt Hack Kampmann havde allerede før tilladelsen lovet at tegne kirken, som han tegner i en gammel stil. Kirken vil dog blive for dyr, og derfor blev det hans søn Hans Jørgen Kampmann, der havde en kirke nyklassicistisk-stil udstillet på Charlottenborg i København.
Første spadestik tages den 28. august 1918, og det bliver bestemt at kirken skal navngives efter Apostlen Paulus. Dr. Larsen var allerede død i 1916, og derfor havde hans plejedatter Eva Larsen testamenteret 25.000 til tårnet, som skulle minde hendes forældre. Kirken blev indviet den 23. november 1919.

## Besættelsen (1940-1945)
Tidligt om morgenen den 9. april 1940 blev borgerne i Hadsten vækket ved en dyb brummen, som hastigt nærmede sig. Øjeblikket efter kom camouflagefarvede fly, flyvende så lavt, at man tydeligt kunne se piloten fra jorden. Ned fra flyene dalede flyverblade. Heri kunne borgerne læse, at tysk militær havde sat ind, og nu var i besiddelse af de vigtigste militære anlæg i Danmark, for at forebygge et allieret angreb på Danmark. Regeringen valgte kl. 6 samme morgen at kapitulere, og dermed påbegyndte den tyske besættelse af Danmark.
Ligesom de fleste danske byer, var Hadsten ikke af speciel militær interesse for tyskerne. Allerede i september 1939 havde regeringen indført rationering på sukker, og efterfølgende blev der indført rationering på en lang række af almindelige varer. Det var især rationeringen, der prægede hverdagen under besættelsen.
I juni 1941 udsendte Justitsministeriet en bekendtgørelse om, at alle personer over 15 år skulle udstyres med et legitimationskort. Der var pr. krav fra den tyske værnemagt, pligt til at bære og fremvise kortet forlangende. Ved indgangen til Hadsten havde værnemagten placeret vagtposter, og borgerne var tvunget til at fremvise legitimationskort, hvis de ville passere vagterne og komme til Hadsten By.

### Modstandsbevægelsen
Det voksende danske modstandsbevægelse bredte sig også til Hadsten. Specielt i miljøet omkring Hadsten Højskole og dennes forstander Thorkild Klausen var involveret i modstandsbevægelsen. I september 1944 blev der på skolen afholdt et landmålerkursus, der var camouflage for et sabotørkursus, arrangeret af den kendte præst Harald Sandbæk. Det tyske sikkerhedspoliti, Gestapo, havde fået et nys om hændelserne på højskolen, og mødte op. Her blev Harald Sandbæk og kursisterne anholdt, mens forstander Thorkild Klausen gik under jorden.
Thorkild Klausen blev efterfølgende yderligere engageret i modstandsbevægelse, hvor han især på Fyn gjorde tjeneste. En aften vendte han dog tilbage til Hadsten, hvor der om aftenen i den danske nyhedsudsendelse fra England, blev udsendt en kode, der bekendtgjorde at der skulle ske en våbennedkastning i Hadsten. Samme aften stod en gruppe mænd, heriblandt Thorkild, klar på en mark nordøst for Hadsten (det der i dag er parcelhuse ved Vermundsvej). Ved titiden blev 14-15 containere nedkastet over marken fra engelsk fly. Thorkild rejste efterfølgende tilbage til Fyn, hvor meddelelsen om at gruppen var blevet anholdt af Gestapo, nåede frem til Thorkild på Fyn.
Hadstens helt store frihedskæmper var Frits Johan Blichfeldt Møller, der gik under kaldenavnet "Den røde pimpernel". Frits deltog i transporten af danske jøder over Øresund. Det var også denne transport, der kostede ham livet den 3. februar 1944 på Asiatisk Plads i København, efter han var blevet stukket. I 1946 blev opsat en mindesten, der i dag står ved stationen, for byens helt. På Asiatisk Plads blev der på tiårs-dagen for drabet opsat en mindetavle.

### Befrielsen
Den 4. maj 1945 nåede det glædelige budskab også frem til Hadsten, hvor borgerne samledes nede ved stationen. Her stod lederen af modstandsbevægelsen i Hadsten frem, trafikassistent Moberg Jørgensen (død 1. oktober 2011). Han manede til besindighed hos befolkningen, og meddelte at ethvert angreb på tyske soldater vil blive retsforfulgt. Umildbart efter befrielsen var der intet politi, hvilken opgave modstandsbevægelsen tog sig af. Nogle dage senere havde gruppen arresteret en større gruppe danske værnemagere. Pladsen foran stationen blev afspærret, for at undgå borgerne skulle råbe og spytte på de anholdte. De blev transporteret med tog til Randers, hvor de skulle indlogeres på Dronningborg Skole, før det omfattende retsopgør.

## 100-års jubilæum (1962)
Lørdag den 1. september 1962 fyldte Hadsten rundt for første gang.

## Parcelekspansionen (1965-1990)
I begyndelsen af 1960'erne begyndte Hadsten at udvikle sig, og vokse ud i alle retninger.

## 125-års jubilæum (1987)
Tekst mangler, hjælp os med at skrive teksten

## Fremtidens forsamlinghus (1998-2001)
Tekst mangler, hjælp os med at skrive teksten

## 150-års jubilæum (2012)
med besøg af Kronprins Frederik og Kronprinsesse Mary.

## Historiske bygninger

### Hadsten Kro
Klods op af Lilleåen, der hvor den gamle landevej mellem Skanderborg og Randers krydsede, ligger den bygning, som indtil 2005 husede Hadsten Kro. Kroen blev i perioden 1796 til 1824 benævnt under navnet Mølgydekroen el. Hadsten Mølgydekro, efter Søndergades tidligste navn Mølgyde. Kroen er en klassisk landevejskro, som i 1737 modtog kongeligt privilegium som udskænknings- og overnatningssted. Kroen lå bekvemmelig placeret overfor byens ældste, og tidligere største, virksomhed Hadsten Mølle.
Den oprindelige bygning blev opført som skovfogedbolig under Frijsenborg, og det blev også Christian lensgreve Friis som modtog den kongelige krobevilling i 1737. Det bliver dog først i 1764, hvor Laurs Jensen overtaget fæstet, der ved Folketællingen i 1775 benævnes privilegeret kromand og skovfoged, den reelle krodrift påbegyndes.
Kroen frikøbes fra Frijsenborg i 1854 for 2700 rdl. af Frands Blichfeldt, der dog allerede i 1859 videresælger kroen til Niels Nielsen. I den kommende periode skiftede kroen jævnligt ejer, indtil Christian Madsen overtager den i 1939, og driver frem til sin død i 1967. Hans enke fortsætter med driften til 1974. Bygningerne købes i 1996 af revisionsvirksomheden Kvist & Jensen fra Randers for 400.000 kr., og vælger i 2005 at opsige forpagteren. I dag benytter ejeren Kvist & Jensen selv ejendommen som kontor.

### Første købmand i stationsbyen
Allerede samme år som jernbanen blev indviet, åbnes stationsbyens første købmand. Det bliver manden som frikøbte kroen fra Frijsenborg, Frands Blichfeldts, to sønner Laurits og Selio Blichfeldt som allerede før Selio køber ejendommen i 1866, lejede sig ind hos Laurs Mortensen, der overtog fæstet i 1851, men frikøber denne fra Frijsenborg i 1863.
Først i 1890'erne ansættes en ung mand, Karl Larsen, som medhjælper. Karl Larsen kommer fra Kollerup Gods, hvor var søn af en røgter. Få år efter henvender Selio sig til Karl, for at meddele at han måtte overtage forretningen, hvis han havde lyst. Men da Karl ikke havde de store formuer, sagde Selio; "Du kan drive dette sted videre, det ved jeg, så værs'go og kom i gang".
Karl vælger efterfølgende at modtage tilbuddet, og allerede inden der var gået ti år, gik forretningen så godt, at han måtte bygge det gamle hus om. Karl køber ejendommen i 1903, og i 1904 står den nye prægtige købmandsgård færdig, der havde stort forhus med klæder, butik og lejligheder i tre etager. Desuden opførte han bygninger til stalde, vogne og grovvarer(korn- og foderstoffer).
Karl dør pludseligt i 1919, hvorefter sønnen Peder Larsen viderefører købmanden. Købmanden arbejdede under svære kår under depressionen i 30'erne, men Peder driver den dog videre frem til hans død i 1959. Køberen blev Kjeld Mortensen der driver købmanden videre indtil 1966, hvor den omdannes til manufakturforretning under Arnfred Christensen. Der blev i en overgang under manufakturforretningen drevet bilforretning i de tidligere stalde.
I dag huser hovedbygningen en græsk restaurant og pizzeria, mens de tidligere stalde nu er renoveret, og huser forskellige forretninger.